# Ahermodontus marini
Ahermodontus marini är en skalbaggsart som beskrevs av Baguena 1930. Ahermodontus marini ingår i släktet Ahermodontus och familjen Aphodiidae. Inga underarter finns listade i Catalogue of Life.